# Marià Grases
Marià Grases (Reus, segle xix) va ser un polític que era d'ofici teixidor a mà.
Segons explica l'historiador Pere Anguera, era membre i president de la Societat de Teixidors de Reus. Defensà al Congrés Obrer de 1870 la proposta de donar suport als republicans federals, ja que qualificava d'utòpic l'apoliticisme. Defensava, en la línia de Roca i Galès, el cooperativisme enfront de postures més radicals. S'alineà amb el grup cooperativista i politicista i no va votar afirmativament cap dictamen dels guanyadors, bakuninistes. El 1868, juntament amb Sebastià Morlans i Josep Pàmies, tots tres obrers teixidors, havia publicat un "Proyecto para el mejoramiento de la industria algodonera en Cataluña y de la clase obrera que a ella se dedica", on analitzaven les relacions obrers/patrons i les seves implicacions en la crisi tèxtil, per trobar un camí que faciliti "el necesario desarrollo progresivo de la industria".
El 1868 va ser membre de la Junta Revolucionària definitiva, el 1869, formà part del comitè democràtic federal de Reus, i durant la I República va ser tinent d'alcalde i Primer Tinent de la Milícia Nacional. Col·laborà a la premsa sobretot a Las Circunstancias, amb algun article de tema laboral. Afiliat al Partit Possibilista, el 1879 formava part del comitè reusenc d'aquest partit. El 1888 era membre de la junta del "Casino Republicano Posibilista" i el 1891 encara figurava com a vocal del comitè local del Partit Possibilista. Va morir entre el 1892 i el 1893.